# 말루쿠벌거숭이등과일박쥐
말루쿠벌거숭이등과일박쥐(Dobsonia moluccensis)는 큰박쥐과에 속하는 박쥐의 일종이다. 오스트레일리아와 인도네시아 그리고 파푸아뉴기니에서 발견된다.